# Peter Robeson
Peter Robeson (n. 21 octombrie 1929 – d. 29 septembrie 2018) a fost un sportiv ce a reprezentat Regatul Unit al Marii Britanii și al Irlandei de Nord, medaliat olimpic. A participat la 3 ediții ale Jocurilor Olimpice (1956, 1964, 1976) în care a câștigat o medalie de bronz.